# 小行星7479
小行星7479（英語：7479）是一颗围绕太阳公转的小行星。1994年3月4日，上田清二、金田宏在钏路市发现了此天体。
这颗小行星的绝对星等为334.73530等。